# Напівдикий
«Напівдикий» (англ. Half Wild) — підлітковий роман 2015 року у жанрі фентезі англійської письменниці Саллі Ґрін, друга частина трилогії «Напівкодовий». Сиквел книги «Напівлихий».

## Сюжет
Сімнадцятирічний Натан, отримавши три дари від свого батька та магічний Дар (вміння трансформуватися у звіра), вступає до лав Альянсу Вільних Магів, головним завданням якого є очищенням Європи від Ловців та усунення Соула О'Браєна, керівника Білої Ради, а відтак налагодження мирного співіснування між Чорними та Білими магами. Натан також навчається контролювати свій Дар, адже, перетворюючись на звіра, він бажає бути цілковито вільним, безконтрольним та диким . Крім того, Натану вдається переконати свого батька, Маркуса, долучитися до Альянсу та пліч-о-пліч боротися проти спільного ворога. Після цілого ряду успішних битв, Альянс врешті потрапляє в засідку та зазнає поразки у так званій Біловезькій битві. Маркус отримує смертельне поранення. Натан розпанахує батькові груди та пожирає його серце і таким чином здобуває від нього усі накопичені за багато років Дари. Пророцтво про те, що Натан вб'є свого батька справдилося. Проте, сам Маркус побажав цього: «Я помираю, Натане. Ти мусиш виконати те, що тобі наречено. Тий сам це знаєш, правда? Я бачив це у своєму видінні...»

## Відомі члени Альянсу Вільних Магів
| - Селія — колишня Натанова вчителька та опікунка, яка тримала його в клітці. - Несбіт — напівчорний маг та напівфейн (звичайна людина). Помічник Ван. - Еллен — Напівкровна. Мати — Біла відьма, батько — фейн - Ван — Чорна відьма. Володіє сильним Даром варіння зілля. - Натан — головний герой, Напівкодовий. - Габріель — Чорний чаклун, Натанів друг. - Анналіза (колишній член) — Натанова кохана. | - Дебора — Натанова сестра. - Арран — Натанів брат. - Ґрейторекс — колишня Ловчиня, дезертирка - Клаудія — Біла відьма - Олівія — Біла відьма - Самін — Біла відьма - Ґас — Чорний чаклун |

## Сиквел
Третя і завершальна частина серії — «Напівзагублений» — побачила світ у березні 2016 року.